# Герг Пекмези
Герг Пекмези (на албански: Gjergj Pekmezi) е виден албански лингвист и фолклорист и дипломат. В 1916 година Пекмези е част от Литературната комисия, изработила първата стандартизация на албанския език.

## Биография
Роден е в 1872 година в село Тушемища, разположено край южния бряг на Охридското езеро, недалеко от Поградец, тогава в Османската империя, днес в Албания. Учи в Охрид и Битоля (1884) и след това в белградската Велика школа (1890 - 1894). От 1894 до 1898 година учи философия и филология във Виенския университет.
Връща се в Албания и става учител по албански. През 1913 година е в комисията за определяне на южната граница, а през март 1914 година става драгоманин в австро-унгарското консулство в Драч. В 1916 година Пекмези е водещ член на Албанската литературна комисия в Шкодра, действаща под егидата на Австро-Унгария. През април 1917 година придружава и помага на делегацията от албански вождове, които посещават Виена и се срещат с имперските власти по покана на Игнац Тролман.
От 1920 до 1926 и от 1924 до 1928 година е албански консул в Австрия. От 1928 година до смъртта си преподава албански във Виенския университет.